# Jiří Wachtel
Jiří Karel Wachtel (také Wachtl) (4. březen 1883, Jindřichův Hradec – 26. říjen 1931, osada Habří u Blovic) byl nadporučík československých legií ve Francii a konzul Československé republiky v Káhiře.

## Život

### Narození a mládí
Wachtel se narodil 4. března 1883 v Jindřichově Hradci jako manželský syn Jiřího Wachtela, černínského nadlesního v Jindřichově Hradci č. 1 a Josefy Emilie Wachtelové, rozené Andorferové narozené ve Vídni. Rod Wachtlů byl od roku 1726 rodem lesnickým (viz šablona příbuzenstvo vpravo), který se staral o lesnické porosty v okolí Jindřichova Hradce.
Začal studovat na rakouské vojenské akademii ve Vídeňském Novém Městě, kterou však nedokončil, protože se vydal s výpravou cestovatele Bedřicha Machulky do Chartúmu, kde pracoval na poštovním úřadě. Brzy se ovšem díky svému původu vypracoval na místo lesního inspektora súdánské vlády. Z této funkce například řídil těžbu vzácných dřevin na území Súdánu.

### První světová válka
Na začátku první světové války byl jako státní příslušník Rakouska-Uherska na území Britského impéria zadržen a internován na ostrově Malta ve Středozemním moři.
Dne 24. září 1918 vstoupil do československých legií ve Francii ve městě Cognac. Po základním výcviku byl přidělen k 3. kulometné rotě nově vznikajícího 23. československého střeleckého pluku. V roce 1919 se účastnil československo-maďarské války na jižním Slovensku. Z legií vystoupil 31. ledna 1920, tedy po skoro 500 dnech služby.

### Jako diplomat
V roce 1920 se do Egypta vrátil, ale tentokrát jako diplomat, v čemž mu pomáhala jeho znalost arabštiny a četných afrických nářečí. Mezi lety 1920 a 1921 byl vedoucím československého konzulátu v egyptské Káhiře. Angličany byl však nařknut ze sympatií s domorodými povstalci a obyčejnými egyptskými feláhy, a proto o práci přišel a byl nucen z Afriky odjet.

### Sebevražda
26. října 1931 v poledne výstřelem z revolveru ukončil svůj život v lese u dubu po levé straně cesty vedoucí na Karlov, když byl u svého přítele Trachty v osadě Habří (bývalý hospodářský dvůr) na návštěvě. Podle hradišťského kronikáře byl již několik měsíců před tímto činem těžce psychicky nemocen a v dopise na rozloučenou uvedl, že za těchto mlhavých pochmurných dnů už moc nevytrpí, a proto raději ukončí svůj život sebevraždou. Jedním z motivů je nemožnost sehnat vhodné zaměstnání. Mrtvolu ohledal doktor Kokeš z Blovic. Pohřeb se konal 29. října 1931 o třetí hodině odpolední v kostele sv. Jana Evangelisty v Blovicích za účasti místního děkan Václava Buzka a pohřben byl na blovickém hřbitově za účasti občanstva, legionářů a vojenské hudby z Plzně. Blovický matrikář ho uvádí v době smrti jako ředitele velkostatku ve výslužbě. V matrice se lze dokonce dočíst, že se zastřelil v pomatení mysli.
Periodikum Československý legionář nesprávně uvádí datum sebevraždy symbolicky na státní svátek 28. října a píše, že byl pohřben v Praze. Časopis Myslivost dokonce uvádí, že byl zastřelen neznámým pachatelem, který násilně ukončil jeho život.